# Isaac Bruce
Isaac Isidore Bruce (Fort Lauderdale, 10 novembre 1972) è un ex giocatore di football americano statunitense che ha giocato nel ruolo di wide receiver nella National Football League (NFL). Fu scelto nel corso del secondo giro (33º assoluto) del Draft NFL 1994 dai Los Angeles Rams. Al college ha giocato a football all'Università di Memphis.
Un tre volte All-Pro e quattro volte Pro Bowler, Bruce in carriera ha totalizzato 15.208 yard, che lo pongono al quarto posto di tutti i tempi. I primi 14 anni li ha giocati coi Rams vincendo un anello del Super Bowl nel 1999. Ha anche giocato coi San Francisco 49ers nelle ultime due stagioni della carriera. È stato introdotto nella Pro Football Hall of Fame nel 2020

## Carriera professionistica

### Los Angeles/St. Louis Rams

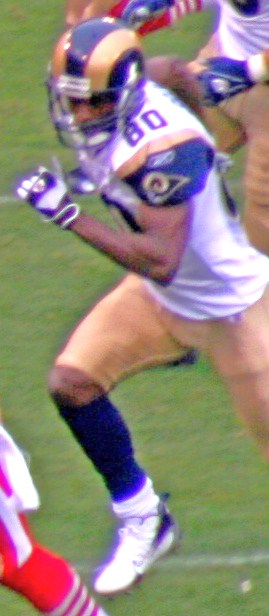
Bruce con i Rams nel 2007

Bruce fu scelto nel corso del secondo giro del Draft 1994 dai St. Louis Rams. La sua prima ricezione fu un touchdown da 34 yard ad Atlanta l'11 settembre 1994. A fine anno fu premiato come miglior rookie dei Rams.
Nel 1995 si trasferì con la squadra a St. Louis. Nella settimana 6 fu premiato come NFC Offensive Player of the Week dopo una prestazione da 10 ricezioni, 191 yard e 2 touchdown. Le sue 1.781 yard ricevute quell'anno rimangono il secondo primato di tutti i tempi in una stagione dopo le 1.848 yard di Jerry Rice e le 119 ricezioni sono il quinto risultato di sempre nella NFL e il massimo per un giocatore sotto i 25 anni.
Nel 1996 Bruce guidò la sua squadra con 84 ricezioni e la NFL con 1.338 yard. Egli divenne il primo ricevitore dei Rams da Henry Ellard nel 1990 e 1991 a concludere due stagioni consecutive da oltre mille yard ricevute e venne convocato per il suo primo Pro Bowl. Nelle due stagioni successive invece fu tormentato dagli infortuni, saltando diverse partite.
Nel 1999, Bruce fu inserito nel First-Team All-Pro e convocato per il suo secondo Pro Bowl. Egli ricevette 77 passaggi per 1.165 yard e 12 touchdown contribuendo a far terminare i Rams con un record di 13-3 e a raggiungere il Super Bowl. Isaac guidò i Rams in yard ricevute nei playoff, con 317 yard su 13 ricezioni e 2 touchdown, il massimo della squadra. Bruce ricevette un passaggio da Kurt Warner da 73 yard in touchdown alla fine del quarto periodo del Super Bowl XXXIV dando ai Rams il vantaggio per 23-16. che si rivelò essere il risultato finale della grande partita.
Nel 2000 fu ancora convocato per il Pro Bowl e lui e il compagno ricevitore Torry Holt furono solamente la seconda coppia della storia a concludere una stagione regolare con 1.400 yard ricevute a testa.
Nel 2001 i Rams tornarono al Super Bowl, perdendo contro i New England Patriots in cui ricevette 56 yard. Bruce fu convocato per il Pro Bowl per la quarta volta, diventando solamente il terzo ricevitore della storia della squadra ad essere selezionato consecutivamente per 3 Pro Bowl (Elroy Hirsch 1951-53, Jim Phillips 1960-62). Bruce fu votato capitano offensivo della squadra e divenne il leader della storia della squadra in gare da oltre 100 ricevute (29), stagioni da mille yard (5) e touchdown su ricezione (56).
Bruce divenne il primatista dei Rams in ricezioni nel 2002 oltre a concludere la sua quarta stagione consecutiva da mille yard, guidando anche la squadra con 7 touchdown. Nel 2003 Bruce non raggiunse per la prima volta quota mille yard dal 1998, ma divenne il recordman di tutti i tempi dei Rams in yard ricevute (10.461). Nel campionato successivo tornò a superare le mille yard stagionali, quota raggiunta anche nel 2006, per l'ottava volta in carriera.
Il 28 febbraio 2008, Bruce fu svincolato dai Rams.

### San Francisco 49ers
Il 29 febbraio 2008 Bruce firmò un contratto biennale coi San Francisco 49ers. Il 28 dicembre 2008 Isaac superò le mille yard per la nona volta in carriera proprio a St. Louis contro i Rams venendo tuttavia acclamato dai suoi ex tifosi.
Bruce si ritirò il 7 giugno 2010, ultimo giocatore dei vecchi Los Angeles Rams a fare ciò.

## Palmarès

### Franchigia
- Super Bowl : 1

St. Louis Rams: Vincitore del Super Bowl XXXIV
- National Football Conference Championship: 2

St. Louis Rams: 1999, 2001

### Individuale
- Convocazioni al Pro Bowl: 4

1996, 1999, 2000, 2001
- Second-team All-Pro: 3

1999
- Leader della NFL in yard ricevute: 1

1996
- Numero 80 ritirato dai Rams
- Formazione ideale del decimo anniversario dei St. Louis Rams
- Pro Football Hall of Fame (classe del 2020)